# Tonglen
Tonglen is Tibetaans voor 'geven en nemen' (of 'verzenden en ontvangen'), en verwijst naar een meditatie die beoefend wordt in het Tibetaans boeddhisme.

## De meditatie
In de meditatie, visualiseert de beoefenaar het lijden van anderen om deze vervolgens in te ademen. Bij de uitademing wordt geluk of liefde gevisualiseerd en teruggegeven aan die anderen.
De functie van de meditatie is:
- verminderen zelfzuchtige gehechtheid
- verhoging van een gevoel van afstand
- zorgen voor positief karma door te geven en te helpen
- liefdevolle vriendelijkheid en bodhicitta te ontwikkelen en uit te breiden

De praktijk van Tonglen omvat alle zes perfecties, wat tevens de beoefening van een Bodhisattva is.
1. geven
2. ethiek
3. geduld
4. vreugdevolle inspanning
5. concentratie en meditatie
6. inzicht

## Herkomst
De meditatie van Tonglen is samengevat in zeven punten, die worden toegeschreven aan de grote Indiase boeddhistische leraar Atiśa Dipankara Shrijnana, (geboren in 982). Ze werden voor het eerst opgeschreven door de kadampa meester Langri Tangpa (1054-1123). De meditatie werd meer bekend als de Geshe Chekawa. Yeshe Dorje (1101-1175) heeft de zeven punten samengevat in zijn 'zeven punten van de geest beoefenen'. Deze zeven punten beoefenen wordt vaak aangeduid als de Atisha Slogans